# Shadow on the Wall
«Shadow on the Wall» es una canción escrita por el músico británico Mike Oldfield e interpretada por el cantante de rock inglés Roger Chapman. Fue publicado en septiembre de 1983 como el tercer sencillo de su octavo álbum de estudio Crises.
La canción también aparece en el álbum recopilatorio de Roger Chapman, King of the Shouters - The Best of Roger Chapman 1979-1992 de 1994, donde la canción ha sido "remasterizada".
La canción ha sido versionada por varios artistas, incluida la banda sueca de metal Arch Enemy.

## Posicionamiento en listas

### Lista semanal
| Lista (1983)                            | Máxima posición |
| --------------------------------------- | --------------- |
| Alemania (Official German Charts)       | 3               |
| Austria (Ö3 Austria Top 40)             | 1               |
| Bélgica (Flandes) (Ultratop 50 Singles) | 5               |
| España (PROMUSICAE)                     | 10              |
| Países Bajos (Nederlandse Top 40)       | 10              |
| Países Bajos (Single Top 100)           | 9               |
| Reino Unido (UK Singles Chart)          | 95              |
| Suiza (Schweizer Hitparade)             | 4               |

### Lista de fin de año
| Lista (1983)                      | Máxima posición |
| --------------------------------- | --------------- |
| Países Bajos (Single Top 100)     | 88              |
| Lista (1984)                      | Máxima posición |
| Alemania (Official German Charts) | 69              |

## Créditos y personal
Créditos adaptados desde las notas de álbum de Crises.
Músicos
- Mike Oldfield – guitarras, banjo, guitarra bajo, Fairlight CMI, Roland string synthesiser
- Roger Chapman – voz principal
- Ant – guitarras
- Simon Phillips – batería Tama